# Hr.Ms. Holland (1898)
De Hr. Ms. Holland was een Nederlands pantserdekschip van de Hollandklasse, gebouwd door de Rijkswerf in Amsterdam.

## Specificaties
De bewapening van het schip bestond uit twee enkele 150 mm kanonnen, zes enkele 120 mm kanonnen, vier enkele 75 mm kanonnen en twee 450 mm torpedobuizen. Het dekpantser was 50 mm dik. Het schip was 94 meter lang, 14,8 meter breed en had een diepgang van 5,41 meter. De waterverplaatsing bedroeg 3900 ton. De machines van het schip leverden 10000 pk waarmee een snelheid van 20 knopen gehaald kon worden. Het schip werd bemand door 371 koppen.

## Diensthistorie
Het schip werd op 4 oktober 1896 te water gelaten op de Rijkswerf te Amsterdam. Op 1 juli 1898 werd de Holland in dienst genomen. Op 7 januari 1899 vertrok het schip naar Nederlands-Indië vanuit Den Helder.
In 1900 werd het schip samen met Hr. Ms. Koningin Wilhelmina der Nederlanden en Hr. Ms. Piet Hein naar Shanghai gestuurd om Europese burgers en Nederlandse belangen te beschermen in verband met de Bokseropstand. Het schip vertrok in juni naar Shanghai, de andere schepen vertrokken later om zich daarna bij het schip te voegen. De Hollands bemanning hielp vervolgens met de verdedigen van de Franse concessie in Shanghai. Koningin Wilhelmina der Nederlanden en de Holland vertrokken midden oktober dat jaar terug naar Nederlands Indië.
In 1910 escorteerden de Holland en Hr. Ms. Hertog Hendrik de Hr. Ms. Noordbrabant die, tijdens de tocht naar Soerabaja, op 31 mei nabij Zuid-Lombok een onbekende klip raakte, waardoor een aantal compartimenten van het schip volliepen, maar vervolgens wel op eigen kracht de reis kon vervolgen.
In 1911 werd het schip opnieuw naar Shanghai gezonden in verband met het ineenstorten van het Chinees Keizerrijk. Het schip kwam 4 november aan. De Holland was daar tevens voor de bescherming van de Nederlandse en buitenlandse legaties.
In 1912 vertegenwoordigde het schip Koningin Wilhelmina bij de begrafenis van de Japanse keizer Meiji in Yokohama. 21 september vertrok het schip naar Kobe, waar het onderweg in een zware storm terechtkwam en vier sloepen verloor.
In 1920 werd ze uit dienst genomen.